# Seznam rolkarskih video revij
Seznam rolkarskih video revij.

## #
- 411 video revija

## D
- Digital

## E
- Elementality

## H
- Hello 21
- Horror skateboarding

## I
- Info VM

## L
- Logic

## O
- ON video revija

## P
- Progression
- Puzzle video revija

## U
- UKVM